# Orlovka (Kirghizistan)
Orlovka (en kirghize et en russe Орловка) est une commune de type urbain ainsi qu'une station de ski, situées dans la région de Kémine (Кемин) dans le nord du Kirghizstan. La commune comptait 4 800 habitants en 2003.

## Histoire
Le village a été fondé en 1910 par des personnes déplacées venant de différentes régions de la Russie telles que le gouvernement de Koursk, celui de Poltava ou le Caucase du Nord.
En 1913, il y avait 130 foyers. En 1930, il existait deux kolkhozes La Nouvelle Vie et Le Nouveau Testament d'Ilitch (pour Vladimir Ilitch Lénine) qui plus tard furent réunis en un kolkhoze, Le Nouveau Testament d'Ilitch. Les déportés ne cessent d'y être exilés pendant la terreur stalinienne, dont la petite Anna German et sa mère.

## Économie
Un site de production chimique et métallurgique (en ruines) ainsi qu'une usine aux matériels d'approvisionnement d'eau et de chaleur sont situés sur son territoire.

## Station de ski
Le village est aujourd'hui réputé pour sa station de ski grâce notamment à sa relative proximité de Bichkek - capitale du Kirghizistan (environ 100 kilomètres), sa piste de ski nocturne ainsi qu'à son apprêtage régulier à l'aide des dameuses et des canons à neige. La station dispose de trois pistes de base: une piste rouge (800 mètres + 400 mètres de longueur), une piste bleue (1 200 mètres) et une piste verte (200 mètres). Les pistes sont desservies par deux télésièges consécutifs et un téléski à câble bas. Le dénivelé maximal est d'environ 300 mètres.